# Ozero Veltjinaja
Ozero Veltjinaja (ryska: Озеро Вельчиная) är en sjö i Belarus.   Den ligger i voblasten Minsks voblast, i den norra delen av landet, 140 km nordväst om huvudstaden Minsk. Ozero Veltjinaja ligger 179 meter över havet. Den ligger vid sjön Ozero Bolduk.
I omgivningarna runt Ozero Veltjinaja växer i huvudsak blandskog. Runt Ozero Veltjinaja är det glesbefolkat, med 19 invånare per kvadratkilometer.